# Vance (Alabama)
 Town of Vance és una població dels Estats Units a l'estat d'Alabama. Segons el cens del 2000 tenia 500 habitants.

## Demografia
Segons el cens del 2000, Vance tenia 500 habitants, 189 habitatges, i 154 famílies La densitat de població era de 23,7 habitants/km².
Dels 189 habitatges en un 37,6% hi vivien nens de menys de 18 anys, en un 71,4% hi vivien parelles casades, en un 8,5% dones solteres, i en un 18,5% no eren unitats familiars. En el 17,5% dels habitatges hi vivien persones soles el 6,3% de les quals corresponia a persones de 65 anys o més que vivien soles. El nombre mitjà de persones vivint en cada habitatge era de 2,65 i el nombre mitjà de persones que vivien en cada família era de 2,97.
Per edats la població es repartia de la següent manera: un 24,8% tenia menys de 18 anys, un 9,6% entre 18 i 24, un 30,6% entre 25 i 44, un 23,4% de 45 a 60 i un 11,6% 65 anys o més.
L'edat mediana era de 36 anys. Per cada 100 dones hi havia 110,1 homes. Per cada 100 dones de 18 o més anys hi havia 106,6 homes.
La renda mediana per habitatge era de 43.750 $ i la renda mediana per família de 50.833 $. Els homes tenien una renda mediana de 37.500 $ mentre que les dones 21.944 $. La renda per capita de la població era de 19.867 $. Aproximadament el 2,1% de les famílies i l'1,7% de la població estaven per davall del llindar de pobresa.

## Poblacions més properes
El següent diagrama mostra les poblacions més properes.